# Emmanuel van der Linden d’Hooghvorst

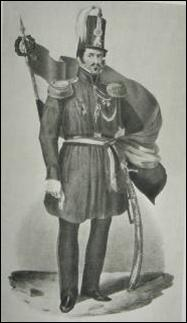
Emmanuel Van der Linden d’Hooghvorst

Emmanuel-Constant-Prismes-Ghislain Baron van der Linden d’Hooghvorst (* 7. Juni 1781 in Brüssel; † 15. April 1866) war ein niederländischer und später belgischer Politiker.
D’Hooghvorst, aus einer alten Familie Brabants stammend, erhielt von der provisorischen Regierung Belgiens 1814 die oberste Verwaltungsstelle bei dem Forstdepartement der Provinz, worin ihn auch der König bestätigte; später legte er aber das Amt nieder, wurde Mitglied der Provinzialstände und hatte seines Vermögens und seiner Wohltätigkeit wegen großen Einfluss unter der geringen Volksklasse in Brüssel. Beim Beginnen der Belgischen Revolution im August 1830 wurde d’Hooghvorst Chef der Nationalgarde, war bei alten Vorfällen tätig und wurde Mitglied der provisorischen Regierung. Seit Februar 1831 hatte er den Oberbefehl über alle Nationalgarden Belgiens und wurde 1833 Zivilgouverneur von Antwerpen. Von 1807 bis 1866 war er Bürgermeister von Meise.